# نهر بيليروميه
نهر بيليروميه ويُدعي أيضًا بنهر مبيرويميه وبيتيروميه وبيروروميه وبيرويميا هو نهر يقع في غرب رواندا ويُعد أحد روافد نهر نيابارونجو.
ينبع نهر بيليروميه في غابات جنوب رواندا ويتجه في اتجاه شرق تفريعة النيل في الكونغو، وينبع النهر في أقصي شمال منتزه نيونجي الوطني في مقاطعا نياماجابي، ويسري النهر في اتجاه شمالي شرقي عابرا مقاطعة كارونجي ومارًا بمقاطة ميكونجو إلي الغرب ثم يتجه في الاتجاه الشمالي الشرقي مرة أخرى بطول الحدود بين محافظتي نياماجابي وكارنوجي.
ينحي النهر إلي اتجاه الجنوب الشرقي قليلًا قبل أن يصب في نهر موجو من اليسار.
النهرين بعد التقائهما سويًا يكونا نهر نيابارونجو والذي يسري إلي اتجاه الشمال.